# SILVER DIAMOND
『SILVER DIAMOND』（シルバーダイヤモンド）は杉浦志保による漫画作品。略称は「SD」「S◇」（シルバーピヨ／シルピヨ）など。『いち*ラキ』（冬水社）に2003年10月号より2012年7月号まで連載され、本編27巻と外伝1巻（2012年9月号 - 12月号連載）で完結。マッグガーデンより電子書籍版が刊行されている。

## あらすじ
常に暗雲に覆われ緑も枯れ果てた世界で、千鋃 千艸はその元凶である「妖芽」の皇子を狙撃しようとするが、逆に皇子に仕える金隷の手によって、羅貫のいる異世界、日本へと飛ばされてしまう。
木の覆い茂る家に住む沢 羅貫は、裏庭に突然落ちて来た千鋃 千艸に、皇子と同じ顔をしているため皇子と間違われて木の銃を向けられるが、羅貫は我知らず持つ「沙芽」の力で、枯れるはずの千艸の銃を育てた。このことで、千艸は羅貫と皇子を間違えたことに気づき、沙芽の力を持つ羅貫を、最後の『希望』として守ることを決意する。
後日、羅貫は千艸と千艸と同じ世界から飛ばされてきた成重、皇子の命令で千艸を殺しにきた灯二とともに、妖芽の皇子に汚された異世界を変えるために異世界へと出発する。

## 登場人物

### 主人公
沢羅貫（さわ らかん）
主人公で、高校二年生。17歳。幼い時に母と一緒に沢家の庭に落ちて頼継に拾われ、そのまま養子になった。二年前に母親が亡くなり、一年前に頼継が亡くなった。突然やって来た千艸に皇子と間違われ殺されそうになるも「沙芽の力」によって誤解が解ける。触るだけで植物を育てる「沙芽の能力」を持つ。千艸たちと同じ世界の住人だった。千艸たちの世界を滅ぼそうとしている「皇子」と「金隷」に頭にきて、千艸・成重・灯二と共に元の世界に返って戦うことを決意する。家事全般が好きで、特に料理好き。マイペースである。
千鋃千艸（せんろう ちぐさ）
20代後半。千年以上生きている千鋃一族の唯一の存在で「罪人一族」とされている。気が狂うまで死ぬことのない一族であったため、隔離され、「鎖」の意味を持つ「鋃」の字に変えられた。千年前に最初の『金弦』によって封じられた『千銀』と同一人物である。各地で目撃された様々な年齢の「千鋃」は千艸本人であり、一人きりの「一族」である。肉体が酷い損傷を受け死ぬ度に、肉体の修復を行うために昏睡する。約245年前に幼子の姿で復活した後からは、肉体の修復の度に体が成長しており、皇子の命を狙った罪で死刑になった後に復活した現在の千艸は20代後半の容姿と考えられている。「千艸」という名前は、幼子の姿で復活したときに保護した村の夫婦がつけたもので、それまでは名前がなかった。
羅貫と出会い、徐々になくした記憶と感情を取り戻し始める。それまでは自分以外を『有害』か『無害』か『有益』で考えていた。すべての感情を取り戻し完全になったら、自分を羅貫にあげると約束した。言葉を間違えてきわどい表現をしているが、途中からはわざとである。自称羅貫オタクで、周りからは変態と呼ばれている。
植物が体内に混じっているため、怪我をしても出てきた血が体に巻きつき包帯状になる能力を持つ。そのため沙芽の能力を持つ羅貫がいる限りは不死身である。また、透視能力を持ち、遠くまで「視る」ことが出来るが裸眼では視えすぎるため、普段は眼鏡などで制御している。
世界の「死神」としての役目があり、自分の意思とは関係のない所でその役目を遂行していた。一度体の治癒機能が働かなくなりった時には、羅貫に心臓を直接握ってもらい復活した。その際に、「心臓の木」が成長し、星示御言のあやつりの糸の支配が薄らいだ。
重華成重（しげか なるしげ）
21歳。女しか生まれないはずの重華一族の男で、「災い」と言われている。刀蛇の虹を連れている。女と見間違えられるほどの容姿を持ち、マイペースな羅貫や千艸のボケを制している。沙芽の皇子の警備隊からは密かに「お母さん」「姐さん」「姑」と呼ばれている。幼い頃、母の重雪に連れて行かれた大蛇の真珠の元で生活していた。母との確執から、母の名前が出るだけで豹変する描写があり、妹の三重にさえ、母に繋がる血があるとして苦手としている。
金弦の血をひいている。
虹（こう）
人語を話し刀に変化する毒蛇。羅貫の電子辞書により多くの言葉を覚えるが、言葉の使用法が少し変。千艸とは、変に話がかみ合うため、事態をややこしくすることもある。自身が猛毒のため、植物などの毒や薬の成分がわかる。同族は切れない為、大蛇の前では刀に変化できない。
灯野灯二（とうの とうじ）
19歳。灯野一族の子供。生まれつき目が見えなかったため数字の子として疎まれていたが、皇子と金隷に目を治してもらい、羅貫、千艸、成重を始末するように命じられたが失敗。羅貫の優しさに触れて、仲間になった。皇子と金隷が目を治療した意味を知り、ある決断をする。辺境警備隊の主匪とは兄弟。主な武器は羅貫が育てた木の弓矢。
重華三重（しげか さえ）
数字の子で成重の妹。母の重雪に家を追い出され、兄のいた洞窟へと行き、大蛇の真珠と出会う。「生け贄」と言われたが、その代わりとして、母親の友人になってくれと頼む。怖いことも言うが、真珠の優しさを知り、何か役に立とうとする。真珠の「取引」で、金隷に操られていた大蛇の卯の花の意識を元に戻す手助けをする。意識が戻った卯の花に成重のところまで連れて行ってもらった。成重と違い、母に疎まれているとわかっていても母のことが好き。
クロ
黒い目の巨大な石狼の女の子。地面の中に閉じ込められていたが、地震で出られるようになった。白琵とざくろに襲われていた羅貫たちを助けた。見た目は恐れられやすいが、中身は優しく、成重を「お姉さま」と慕う。虹のみが彼女の言葉を理解することができる。移動する時は、羅貫たちを背中に乗せる。主食は石や花。黒い大蛇は何故かクロを避ける。
青椿
葉と枝と石でできた不死の鳥で、歌支一族の歌珞から譲り受けた不死の鳥「椿」の一部。不死の鳥は、まだ森があった時代から生きており、「言葉」に反応して身体がくっついたり離れたりして、分裂して増える。「椿」の一部なので分裂した個体の名前も「椿」だったが、羅貫達の提案により自身の好きなものである「青空」から青の文字を取り、青椿の名を与えられた。同じ鳥から分裂した鳥同士は頭の中で繋がっており、青椿は椿と離れた所にいても会話ができる。

### 沙芽の皇子の警備隊
金隷が辺境警備隊（へんきょうけいびたい）として辺境の地へ飛ばした、名前に数字をつけられた「数字の子」と呼ばれる集団。飛ばされた当時は多くの妖芽がおり、数字の子らはその餌として捨てられた。羅貫たちと出会ったことで辺境警備隊としての役目を捨て、「沙芽の皇子の警備隊」になる。宮（みや）によって全員数字の名前を変えている。
名前に数字をつけられるのは、使えない人間として余分な数を数えるためであり、数字をつけられた子供は殺されることは無いものの大義名分により口減らしされる。
主匪（かずひ）
25歳。警備隊のリーダー格で最年長。本名は、灯野一灯（とうの かずひ）。数字の子らが飛ばされてきた時には、すでに流れ者の山賊して辺境の地で暮らしていた。第三の目を持っていたために数字の名を付けられ、灯野一族に捨てられた。捨てた母親を恨んでいたが、母にお守りとして渡された首飾りに入っていた種に羅貫が触れたことで「灯の花」が咲き一族の名前と繋がるお守りであったことを知る。灯二とは兄弟。
宮（みや）
24歳。本名は、夜橋三夜（よるばし みや）。宮処にいる夜橋夜明（よるばしよるあき）とは双子の兄弟で容姿は瓜二つ。双子のうち宮だけが数字の子として隔離されていたため、夜明との面識はほとんどない。文字オタクで名前の漢字を当てはめたりするのが得意。
可岸葎可の一件で夜明に対してかなりの怒りを感じている。
鬨士（ごうし）
24歳。主匪よりも年は下だが、精神年齢的に一番年上。苦労人。
秋市（あきいち）
年少組。主匪に反発していたが、羅貫達と出会い主匪の考え方を理解し、うちとける。
その他の警備隊
夕吾（ゆうご）、深鳴（みなり）、伍葉（ごよう）、敦仁（あつひと）、倡嗣（しょうじ）、史塋（しえい）、西南（にしな）、彌式（やしき）、みつば、藤麻（ふじま）、淕楼（ろくろう）、左頼（さより）、柄光（えのみつ）、蓮士（れんじ）、恵司（けいじ）、巧見（たくみ）。
白河白琵（しらかわはくび）
白河一族は、宮処の中心に住む上流一族のひとつ。
白琵は白河の一人っ子で、甘やかされて育った。金隷に命じられ、羅貫達を殺そうとするが失敗。宮処へ帰ろうとしたが、沙芽の皇子の警備隊のところへと飛んでしまい、行動を共にすることになる。当初は「仲間とは自慢する為のもの」だと思っていたため、羅貫に「性格が悪い」と断言されてしまう。地下で見つけた「蛇紋（じゃもん）」という名の石を隠し持っていたが、自分が早く宮処に着きたいためと言いながら警備隊にも石の獣をつくった。羅貫たちと行動を共にしていくうちに次第に打ち解ける。羅貫と千艸、主匪と灯二を変なふうに勘違いしたり、勘違いしていると知りながら面白いからと警備隊に説明されずに放置され遊ばれている。
「ざくろ」とは、赤い石でできた石の獣で白琵の「友達」だったが、羅貫たちを襲ったため、千艸たちに倒され、最後はクロに混ざった石ごと食べられてしまった。
蛇紋
警備隊達が地割れに落ちたときに、白琵が手にした力のある石から作った生き物。警備隊達の血も混ぜて作ったので、彼らの言うことも聴く。名前をつける際には、宮が名前を考え警備隊の意見を取り入れた結果、暴走族兄弟的な漢字が与えられた。騎世士（きよし）、嵳飛使（さとし）、堊闘司（あつし）、告予詩（つよし）。

### 宮処（みやこ）
皇子のいる『天処國（あまとのくに）』の宮処。
皇子（おうじ）
最高権力者。妖芽の腕を持つ「妖芽の皇子」。羅貫と出会ってから「自我」が目覚めつつある。羅貫を「弟」と称していたが、実際は兄弟ではなく、皇子は千艸と同じく星示御言に作られた人形。
金弦金隷（きんげん きんれい）
幼名は金令。皇子の声を唯一聞くことのできる存在で、皇子に仕えるものとして「金隷」と改名。褐色の肌に金髪。「黒曜（こくよう）」、「藍方（らんぽう）」、「天青（てんせい）」などを従え、皇子を自分の望みをかなえる為の道具として利用していた。しかし、金隷の道具になるより死ぬことを選んだ皇子に、それまでには無かった感情が芽ばえ人形ではなく生きた皇子として再認識した。皇子と信頼関係を結び直し羅貫たち「正しきもの」たちと戦おうとしている。終末に向かう世界に絶望し、人間の生命の枠を超えた存在を目指している。千艸は、現在の金隷は人間にしか見えないが、幼い頃の成分がおかしいと発言している。
沙芽（さのめ）
植物を自在に育てる事の出来る存在。現存する沙芽は羅貫と「羅貫の母親の墓に生えた沙芽の木より生まれた沙芽」のみ。沙芽の女性は「沙芽の木」より生まれる女性の沙芽が身ごもった場合のみ「男性の沙芽」が生まれる。発芽による沙芽は植物のため、自己は薄く本来はっきりとした自我はない。羅貫は沙芽の女性より生まれており、肉体が植物／自己がないという描写はない。かつては「紗芽」という表現も使用されていた。
現存する沙芽は、羅貫の母の墓から生えていた小さな花の植物を羅貫が持ち帰って庭に植え替えたところ、たちまち透明な実が一つ生り中に羅貫の母の面影を持つ幼子が眠る植物が育った。沙芽の力で自らを成長させていた。金隷と妖芽の皇子は羅貫の庭から幼子の入った実を奪い、重雪にゆだね沙芽として成長した。成長した姿は羅貫の母と瓜二つ。沙芽としての力は羅貫ほど強くはないらしい。自我はなく、自らしゃべる事もないはずだが、金隷に略奪される際に羅貫の名前を呼んでいる。
重華重雪（しげか しげゆき）
重華一族は、「金弦」「千銀」とともに、世界の創世期から存在していた女性のみの一族。沙芽を出現させられる唯一の家系とあって、宮処で重宝されている一族。父親は外部から自由に選び、重華一族の子として産む。
重雪は、重華一族の長で成重と三重の母親。重華一族が滅ぶことを望んでいる。金隷とも通じている。
夜橋夜明（よるばし よるあき）
夜橋一族は、薬師の家系。
夜明は沙芽の皇子の警備隊の宮（三夜）と双子の兄弟で顔は瓜二つ。金隷と対等な関係をもとめ人間を越えた存在を目指し、皇子の血を元に薬を調合した。その薬を使用して人を超えた能力を手に入れようとしたが、可岸葎可に諌められる。
可岸葎可（かがん りっか）
河岸一族の最後の一人。夜橋夜明を子供のようにかわいがっている。不治の病に侵されており、夜明が作った薬の実験台に自ら名乗り出る。薬によって石と植物とが混ざった身体になり、金隷の命令で羅貫や数字の子らを襲ったが、身体が耐えられず瀕死の状態になった。現在は羅貫の咲かせた「雪の花」で眠りについている。

### 人間
歌支一族（うたえだいちぞく）
歌支歌珞（うたえだ からく）は、変わった耳を持つからと親に捨てられていたところを、歌支沿歌（そうた）と歌支きぬえに拾われ養女として育てられる。遠くの声を聞くことができ、葉と枝でできた不死の鳥と話をすることができるため、周囲の人間には歌珞を恐れているものもいる。沙芽である羅貫が村に現れたことで、村のために羅貫を薬や不死の鳥を使って強引に引き止めようとした。歌支優歌（ゆうか）は、沿歌ときぬえの娘で歌珞と普通に接する少女。
椿、松葉、柊、山吹、水木、橘、山茶花は不死の鳥の名前。椿の一部である青椿を旅立つ羅貫に渡し、椿を通して会話し羅貫らを手助けしている。
羅貫のお陰で不死の鳥がとまれる大きな木が育ち、不死の鳥が枝にとまり歌うようにさえずる歌支の樹が甦った。
鈴守一族（すずもりいちぞく）
鈴が鳴る「鈴なりの樹」と「罪人墓地」を管理する一族で、本には『鈴鳴守罪人墓地（すずなりもりざいにんぼち）』と表記されている。
鈴守鈴蕾（すずもり りんらい）は鈴守一族の少女で、羅貫らが訪れる200年前に亡くなっている。200年前に「死にに来た」と訪れた千鋃が気になり、死後も鈴の樹にしがみついていた為に死霊となってしまった。千艸を自分が気にかけていた千鋃と思い込み襲うが、羅貫によって再生した鈴なりの樹のおかげで穢れた空気が取りはらわれた幽霊の姿に戻る。
平原一族（ひらはらいちぞく）
羅貫らが青火沼の大蛇に飲み込まれ運ばれた先の村に住んでいた一族。見ず知らずの羅貫達を気にもせずに家へ招いた汰ジィ（=汰原：たいげん）とその息子、翠原（すいげん）と原陽（げんや）。汰原は、息子たちの名前を緑の原と太陽が見られるようにとの希望を持って名づけている。

### 大蛇
各々色は異なるものの数人を丸呑みにできるほどの大蛇で、重華一族の屋敷の近くにいる大蛇「真珠（みたま）」と共通の意識を持つ。死ぬときは、体が石のように硬くなり水晶のような結晶となり水を引き寄せる。平原一族の暮らす村の地下で長年閉じ込められていた大蛇の月白（つきしろ）は、死を間近になぜ生まれたか分かないまま死ぬことに怒り狂うが、羅貫が死後は水を引き寄せ川になると指摘したことで、怒りを静め納得させた。青火（あおび）は、羅貫が最初に出会った青火沼にいた大蛇。卯の花（うのはな）は、金隷に従える『黒曜』によって、体を乗っ取られたが、三重と真珠によって元に戻る。羅貫たちに協力する気でいたが、金隷と可岸葎可により操られた大蛇「雪の葉」に攻撃され死んでしまう。
真珠（みたま）
成重が幼い頃に生活していた地下に住む大蛇。成重を気に入っており、後に来た成重の妹の三重も気に入っている。全ての大蛇の意識の基であり、離れた大蛇と会話できる。羅貫たちの味方である事を公言し、妖芽の皇子や金弦と敵対する構えをしている。

### 植物
羅貫が今まで育てた植物。
銃の木
千艸が持っていた木の銃は、銃の木を知る者たちからはすでに存在しないものと思われていた。成長するとライフルの形になり種を発射する事ができる。対象物に当たると蔓が伸びて絡め取り対象物の大きさに関係なく小さく収縮させる。
灯二が持っていた銃の木は、千艸が持っていたものより小型で、対象物に当たっても蔓は出ない。
網の銃の木
小型の銃の形をしており、撃った実からは樹液が出て網目状に固まり相手を固定する。
鑑蔓草（かがみつるくさ）
蔓状の植物。巻きつけたものを外から見えなくするが、沙芽と千艸は見える。小さな実が生っていて、つぶして身体につけたりすると気配を消せる。

### その他
沢頼継（さわ よりつぐ）
一人暮らしをしていたが、庭に落ちていた羅貫と記憶喪失の母親を引き取った。金持ちで、羅貫達の捜索願いが出ていないかと調べたり、海外に施設を作って羅貫らの戸籍を作ったりした。

## 書籍
- SILVER DIAMOND 　いち＊ラキコミックス（冬水社）　1～27巻完結
- SILVER DIAMOND外伝 　いち＊ラキコミックス（冬水社）